# Cayo (nombre)
Cayo es un nombre propio masculino de origen latino en su variante en español. Su significado es "grajo", al igual que gaia es urraca. Cayo fue uno de los más famosos praenomen romanos, como en Cayo Julio César.

## Santoral
- 27 de septiembre: San Cayo de Milán
- 4 de enero: San Cayo (mártir)
- 22 de abril: San Cayo (papa)
- 15 de noviembre: Beato Cayo Coreano

## Personas
- Cayo Galindo Sandoval (n. 1968), político y abogado peruano.
- Cayo Julio César (100 a. C. - 44 a. C.), líder político y militar de la República Romana.
- Cayo Lara Moya (n. 1952), político comunista español y ex coordinador de la formación política Izquierda Unida.
- Cayo Sosio, comandante y senador romano.

## Variantes
- Femenino: Caya.

### Variantes en otros idiomas
| Variantes en otras lenguas | Variantes en otras lenguas |
| -------------------------- | -------------------------- |
| Español                    | Cayo                       |
| Alemán                     | Cajus                      |
| Bretón                     | Kae                        |
| Búlgaro                    | Кай (Kaj)                  |
| Catalán                    | Gai/Cai                    |
| Checo                      | Caius                      |
| Danés                      | Caius                      |
| Euskera                    | Kaia                       |
| Finlandés                  | Caius                      |
| Francés                    | Caïus                      |
| Gallego                    | Caio                       |
| Georgiano                  | კაიუსი (Kaiusi)            |
| Griego                     | Γάιος (Gáios)              |
| Holandés                   | Cajus                      |
| Húngaro                    | Caius                      |
| Inglés                     | Caius                      |
| Islandés                   | Gajus                      |
| Italiano                   | Caio                       |
| Latín                      | Caius, Gaius               |
| Lituano                    | Kajus                      |
| Noruego                    | Caius                      |
| Polaco                     | Kajus                      |
| Portugués                  | Caio                       |
| Rumano                     | Caius                      |
| Ruso                       | Гай (Gaj)                  |
| Sueco                      | Caius                      |